# Commission des Affaires économiques (Sénat)
Pour les articles homonymes, voir Commission des Affaires économiques.
Présentation
Bureau
Au Sénat français, la commission des Affaires économiques (ECON) est une commission permanente compétente dans les champs de l’agriculture, de la chasse, du commerce, du commerce extérieur, des communications électroniques, de la consommation, de l’énergie, de l’entreprise, de l’espace, de la forêt, de l’industrie, de l’innovation, du logement, de l’outre-mer, de la pêche, de la politique de la ville, des postes, de la recherche appliquée, du tourisme et de l’urbanisme.
Instituée par la résolution du 19 janvier 1959 portant règlement provisoire du Sénat sous le nom de commission des Affaires économiques et du Plan (ECON), elle se réunit pour la première fois le 6 mai suivant après le scrutin intégral fondant la chambre le 26 avril. Elle devient la commission de l’Économie, du Développement durable et de l’Aménagement du territoire (ECON) au sens d’une résolution du 2 juin 2009, et, au moment de la création de la commission du Développement durable, des Infrastructures, de l’Équipement et de l’Aménagement du territoire, elle prend son nom actuel en vertu d’une résolution du 19 décembre 2011. À la suite du renouvellement sénatorial du 24 septembre 2017, la présidence de la commission est occupée par Sophie Primas (Les Républicains) à partir du 5 octobre 2017 qui conserve ce mandat après le renouvellement sénatorial du 27 septembre 2020. Après le renouvellement sénatorial du 24 septembre 2023, Dominique Estrosi-Sassone, du même groupe politique, devient présidente de la commission.

## Histoire
La commission des Affaires économiques et du Plan est instituée par la résolution sénatoriale du 16 janvier 1959 portant règlement provisoire du Sénat. Il s’agit d’une des six commissions de sénateurs qualifiées de permanentes créées au début de la Ve République avec celle des Affaires culturelles, celle des Affaires étrangères, de la Défense et des Forces armées, celle des Affaires sociales, celle des Finances, du Contrôle budgétaire et des Comptes économiques de la Nation ainsi que celle des Lois constitutionnelles, de Législation, du Suffrage universel, du Règlement et d’Administration générale. La résolution du 2 juin 2009 tendant à modifier le règlement du Sénat pour mettre en œuvre la révision constitutionnelle, conforter le pluralisme sénatorial et rénover les méthodes de travail du Sénat la renomme commission de l’Économie, du Développement durable et de l’Aménagement du territoire. Aussi, après l’institution de la commission du Développement durable, des Infrastructures, de l’Équipement et de l’Aménagement du territoire, elle devient la commission des Affaires économiques d’après la résolution du 19 décembre 2011 tendant à modifier le règlement du Sénat afin de renforcer le pluralisme et l’action du Sénat en matière de développement durable,,.
Le premier bureau de la commission est constitué le 6 mai 1959 à la suite des élections sénatoriales intégrales survenues le 26 avril 1959 en Métropole et dans les départements et territoires d’outre-mer afin de permettre l’institution du Sénat au sens de la Constitution du 4 octobre 1958. Au cours de cette session parlementaire, la commission est intégrée au règlement définitif du Sénat par une résolution sénatoriale du 9 juin 1959,,.
Le règlement du Sénat prévoit que les membres de la commission font l’objet d’une désignation au début de chaque session ordinaire suivant un renouvellement triennal partiel du Sénat et que son bureau est constitué ensuite par ces membres. Depuis sa création, ces événements se sont produits le 5 octobre 1962, le 6 octobre 1965, le 8 octobre 1968, le 6 octobre 1971, le 4 octobre 1974, le 6 octobre 1977, le 7 octobre 1980, le 5 octobre 1983, le 6 octobre 1986, le 5 octobre 1989, les 7 et 8 octobre 1992, les 4 et 5 octobre 1995, les 6 et 7 octobre 1998, les 3 et 4 octobre 2001, les 6 et 7 octobre 2004, les 7 et 8 octobre 2008, les 5 et 6 octobre 2011,, les 8 et 9 octobre 2014,, les 4 et 5 octobre 2017,, les 6 et 7 octobre 2020,
 ainsi que les
4 et 5 octobre 2023,.
En outre, une nouvelle répartition des membres de la commission est approuvée le 21 février 2012 à la suite de l’institution de la commission du Développement durable, des Infrastructures, de l’Équipement et de l’Aménagement du territoire. Son bureau est alors constitué le lendemain,.

## Rôle et missions
Le champ de compétences de la commission recouvre l’agriculture, la chasse, le commerce, le commerce extérieur, les communications électroniques, la consommation, l’énergie, l’entreprise, l’espace, la forêt, l’industrie, l’innovation, le logement, l’outre-mer, la pêche, la politique de la ville, les postes, la recherche appliquée, le tourisme et l’urbanisme.
Elle commet des rapports d’information, des rapports législatifs ou des rapports budgétaires. Dix groupes d’études sont placés sous son contrôle : celui de l’Agriculture et de l’Alimentation, celui de la Chasse et de la Pêche, celui des Cultures traditionnelles, celui de l’Économie sociale et solidaire, celui de celui de l’Élevage, celui de l’Énergie, celui de la Forêt et de la Filière bois, celui de l’Industrie, celui de la Section cheval ainsi que celui de la Vigne et du Vin.
Elle dispose d’un service propre au sein de la direction de la Législation et du Contrôle du Sénat. Il est sis dans l’aile ouest du palais du Luxembourg.

## Organisation

### Présidence
À chaque renouvellement triennal du Sénat, le président est la première des personnalités constituant le bureau élue par les autres membres de la commission lors de sa réunion constitutive. Il peut être suppléé ou représenté par un des vice-présidents.
| Président                 | Groupe | Groupe | Période du mandat | Période du mandat | Qualité |
| ------------------------- | ------ | ------ | ----------------- | ----------------- | --- |
| Henri Rochereau           |        | RI     | 6 mai 1959        | 30 mai 1959       | Conseiller municipal de Saint-Martin-des-Noyers (à partir de 1947) Sénateur, élu dans la Vendée (1958-1959) |
| Jean Bertaud              |        | UNR    | 30 mai 1959       | 2 octobre 1977    | Maire de Saint-Mandé (1945-1983) Sénateur, élu en Seine-et-Oise puis dans le Val-de-Marne (1959-1977) |
| Jean Bertaud              | UDVe   |        | 30 mai 1959       | 2 octobre 1977    | Maire de Saint-Mandé (1945-1983) Sénateur, élu en Seine-et-Oise puis dans le Val-de-Marne (1959-1977) |
| Jean Bertaud              | UDR    |        | 30 mai 1959       | 2 octobre 1977    | Maire de Saint-Mandé (1945-1983) Sénateur, élu en Seine-et-Oise puis dans le Val-de-Marne (1959-1977) |
| Jean Bertaud              | RPR    |        | 30 mai 1959       | 2 octobre 1977    | Maire de Saint-Mandé (1945-1983) Sénateur, élu en Seine-et-Oise puis dans le Val-de-Marne (1959-1977) |
| Michel Chauty             |        | RPR    | 6 octobre 1977    | 1er octobre 1986  | Sénateur, élu dans la Loire-Atlantique (1965-1992) Maire de Nantes (1983-1989) |
| Jean François-Poncet      |        | GD     | 6 octobre 1986    | 30 septembre 2001 | Conseiller général de Lot-et-Garonne, élu dans le canton de Laplume (1967-1994), puis dans le canton de Duras (1998-2004) Président du conseil général de Lot-et-Garonne (de 1978 à 1994 et de 1998 à 2004) Sénateur, élu en Lot-et-Garonne (1983-2011) |
| Jean François-Poncet      | RDE    |        | 6 octobre 1986    | 30 septembre 2001 | Conseiller général de Lot-et-Garonne, élu dans le canton de Laplume (1967-1994), puis dans le canton de Duras (1998-2004) Président du conseil général de Lot-et-Garonne (de 1978 à 1994 et de 1998 à 2004) Sénateur, élu en Lot-et-Garonne (1983-2011) |
| Jean François-Poncet      | RDSE   |        | 6 octobre 1986    | 30 septembre 2001 | Conseiller général de Lot-et-Garonne, élu dans le canton de Laplume (1967-1994), puis dans le canton de Duras (1998-2004) Président du conseil général de Lot-et-Garonne (de 1978 à 1994 et de 1998 à 2004) Sénateur, élu en Lot-et-Garonne (1983-2011) |
| Gérard Larcher            |        | RPR    | 4 octobre 2001    | 30 avril 2004     | Maire de Rambouillet (1983-2004) Sénateur, élu dans les Yvelines (1986-2004) |
| Gérard Larcher            | UMP    |        | 4 octobre 2001    | 30 avril 2004     | Maire de Rambouillet (1983-2004) Sénateur, élu dans les Yvelines (1986-2004) |
| Jean-Paul Émorine         |        | UMP    | 5 mai 2004        | 30 septembre 2011 | Conseiller général de Saône-et-Loire, élu dans le canton de Sennecey-le-Grand (1985-2011) Maire de Sennecey-le-Grand (1989-2008) Sénateur, élu en Saône-et-Loire (1995-2020)                                                                            |
| Daniel Raoul              |        | SOC    | 4 octobre 2011    | 30 septembre 2014 | Conseiller municipal d’Angers (1983-2014) Sénateur, élu en Maine-et-Loire (2001-2017) |
| Jean-Claude Lenoir        |        | UMP    | 9 octobre 2014    | 1er octobre 2017  | Sénateur, élu dans l’Orne (2011-2017) |
| Jean-Claude Lenoir        | REP    |        | 9 octobre 2014    | 1er octobre 2017  | Sénateur, élu dans l’Orne (2011-2017) |
| Sophie Primas             |        | REP    | 5 octobre 2017    | 1er octobre 2023  | Conseillère municipale d’Aubergenville (depuis 2001) Maire d’Aubergenville (2014-2017) Sénatrice, élue dans les Yvelines (depuis 2011) |
| Dominique Estrosi-Sassone |        | REP    | 5 octobre 2023    | En cours          | Conseillère municipale de Nice (depuis 2001) Sénatrice, élue dans les Alpes-Maritimes (depuis 2014) |

### Bureau
Le bureau se constitue du président, des vice-présidents et des secrétaires. Tous sont élus par les membres de la commission,.
Le président et les vice-présidents font l’objet d’une élection au scrutin secret depuis la résolution du 25 octobre 1979.
| Résolution sénatoriale | Nombre de vice-présidents | Nombre de secrétaires |
| ---------------------- | ------------------------- | --------------------- |
| 16 janvier 1959        | 3                         | 3                     |
| 9 juin 1959            | 4                         | 4                     |
| 21 novembre 1995       | 6                         | 4                     |
| 2 juin 2009            | 8                         | Non fixé              |

### Membres
Les membres de la commission des Affaires économiques sont désignés en séance plénière du Sénat. Leur nombre varie depuis 1959.
| Résolution sénatoriale | Nombre de membres | Entrée en vigueur                          |
| ---------------------- | ----------------- | ------------------------------------------ |
| 16 janvier 1959        | 58                | Session ordinaire de 1959                  |
| 9 juin 1959            | 80                | 9 juin 1959                                |
| 20 juillet 1962        | 68                | 20 juillet 1962                            |
| 14 mai 1968            | 70                | Première session ordinaire de 1968-1969    |
| 30 juin 1977           | 74                | Après le renouvellement sénatorial de 1977 |
| 30 juin 1977           | 75                | Après le renouvellement sénatorial de 1980 |
| 30 juin 1977           | 77                | Après le renouvellement sénatorial de 1983 |
| 15 juin 1983           | 78                | Après le renouvellement sénatorial de 1983 |
| 19 décembre 2011       | 39                | 19 décembre 2011                           |
| 13 mai 2015            | 51                | Après le renouvellement sénatorial de 2017 |